# Fabien Gilot
Fabien Gilot, född 27 april 1984 i Denain, är en fransk simmare.
Gilot blev olympisk guldmedaljör på 4 x 100 meter frisim vid sommarspelen 2012 i London.